# Strumigenys marchosias
Strumigenys marchosias (лат.) — вид мелких муравьёв из трибы Attini (ранее в Dacetini, подсемейство Myrmicinae).

## Распространение
Африка: Габон и Центральноафриканская Республика.

## Описание
Длина желтоватого тела менее 2 мм (от 1,5 до 1,7 мм), длина головы от 0,37 до 0,42 мм. Орбикулярные волоски на голове развиты. Усики 6-члениковые. Скапус усика очень короткий, дорзо-вентрально сплющенный и широкий. Мандибулы узкие вытянутые. Стебелёк между грудкой и брюшком состоит из двух члеников: петиолюса и постпетиолюса (последний четко отделен от брюшка), жало развито, куколки голые (без кокона). Хищный вид, охотится на мелкие виды почвенных членистоногих.
Вид был впервые описан в 2000 году британским мирмекологом Барри Болтоном под первоначальным названием Pyramica marchosias Bolton, 2000 по материалам из Африки.
Вид включён в состав комплекса Strumigenys laticeps-complex из видовой группы Strumigenys argiola вместе с несколькими африканскими и палеарктическими видами (Strumigenys laticeps, Strumigenys anorbicula, Strumigenys mormo, Strumigenys roomi, Strumigenys tiglath). Также сходен с видом Strumigenys tiglath.